# بخش اورکلیونگا
بخش اورکلیونگا (به سوئدی: Örkelljunga kommun) یک ناحیه شهری در سوئد است که در شهرستان اسکونه واقع شده‌است.